# Auewäldchen
Koordinaten: 50° 44′ 43″ N, 9° 58′ 5″ O
Das Naturschutzgebiet Auewäldchen liegt im Wartburgkreis in Thüringen.
Das Gebiet erstreckt sich nördlich von Borsch, einem Ortsteil der Stadt Geisa, und südöstlich des Kernortes der Gemeinde Buttlar. Westlich des Gebietes fließt die Ulster und verläuft die B 278, nördlich verläuft die Kreisstraße K 102 und fließt der Bermbach, ein rechter Zufluss der Ulster. Östlich erstreckt sich das 114,2 ha große Naturschutzgebiet Arzberg.

## Bedeutung
Das rund 28 ha große Gebiet mit der Kennung 89 wurde im Jahr 1967 unter Naturschutz gestellt. 